# Opération Dracula
Seconde Guerre mondiale
Batailles
Invasion japonaise de la Birmanie :
- Rivière Bilin
- Pont de la Sittang
- Pégou
- Barrage routier de Taukkyan
- Route Yunnan-Birmanie (Tachiao
- Oktwin
- Taungû)
- Shwedaung
- Prome
- Yenangyaung

Opérations en Birmanie (1942-1943) :
- Arakan
- The Hump
- Chindits
- Nord de la Birmanie et ouest du Yunnan

Opérations en Birmanie en 1944 :
- Chindits (2)
- Admin Box
- U-Go (Imphal
- Sangshak
- Court de tennis
- Kohima)
- Myitkyina
- Mogaung
- Mont Song

Opérations en Birmanie (1944-1945) :
- Meiktila et Mandalay
- Pakokku et Irrawaddy
- Colline 170
- Île de Ramree
- Tanlwe Chaung
- Dracula
- Elephant Point
- Coude de la Sittang

Durant la Seconde Guerre mondiale, l'opération Dracula fut une attaque aérienne et amphibie de Rangoon en Birmanie par les forces britanniques et indiennes.
Cette attaque était un épisode de la campagne de Birmanie. Lorsque l'attaque fut lancée, les forces impériales japonaises avaient déjà quitté la ville.

## Les prémices
Durant les opérations en Birmanie en 1944, après la bataille d'Imphal et la bataille de Kohima, l'armée japonaise recule. En mars 1944, La 14e armée prend Meiktila et Mandalay. Il libère la route en direction de Rangoon, la capitale et le principal port de Birmanie.

## Le plan allié
En juillet 1944, le Commandement allié de l'Asie du Sud-Est établit des plans pour la reconquête de la Birmanie. L'une des options stratégiques examinées par le Commandement de l'Asie du Sud-Est était un assaut amphibie sur Rangoon. À l'origine, le Plan Z faisait référence à la reconquête du nord de la Birmanie avec pour objectif l'achèvement de la route reliant la Chine et l'Inde.
Le plan Z devient l'opération Dracula, présentant plusieurs avantages. La perte de Rangoon pour les Japonais en 1944. C'était le principal port maritime par lequel les Japonais en Birmanie recevaient des vivres et des renforts, mais il était très proche de la Thaïlande et la Malaisie. Une avance des forces alliées au nord ou à l'est de Rangoon devait couper la ligne de chemin de fer et plusieurs routes principales qui étaient les seules liaisons vitales pour les Japonais avec leurs forces dans ces pays. Si Rangoon tombait, les Japonais seraient donc obligés de se retirer de presque toute la Birmanie, abandonnant une grande partie de leur équipement. 
Le 15 décembre 1944, les troupes alliées débarquent sur la péninsule de Myebon. Le 21 janvier 1944, les troupes alliées débarquent sans opposition sur l'île de Cheduba et sur l'île de Ramree bataille de Ramree. Des aérodromes furent rapidement construits sur ces îles, permettant à la 14e armée d'être approvisionnée par des avions de transport à mesure qu'elle avançait en Birmanie centrale.

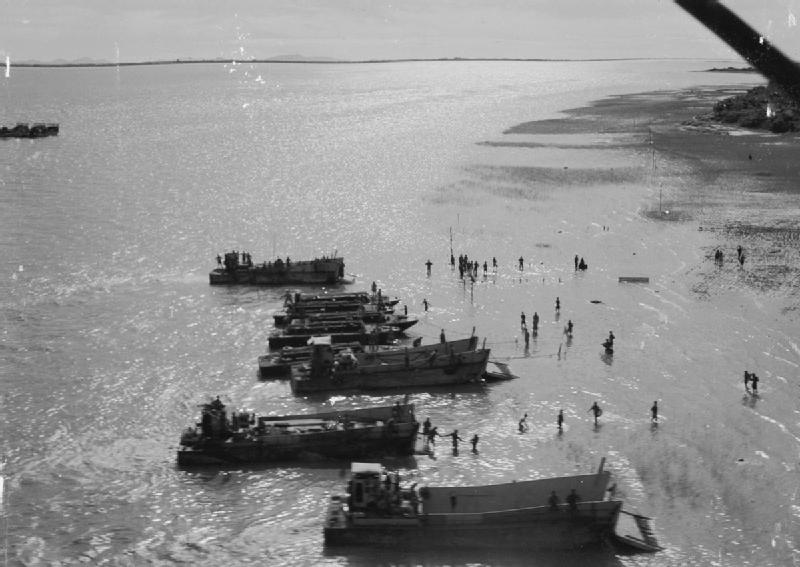
Assaut amphibie britannique sur Rangoon.
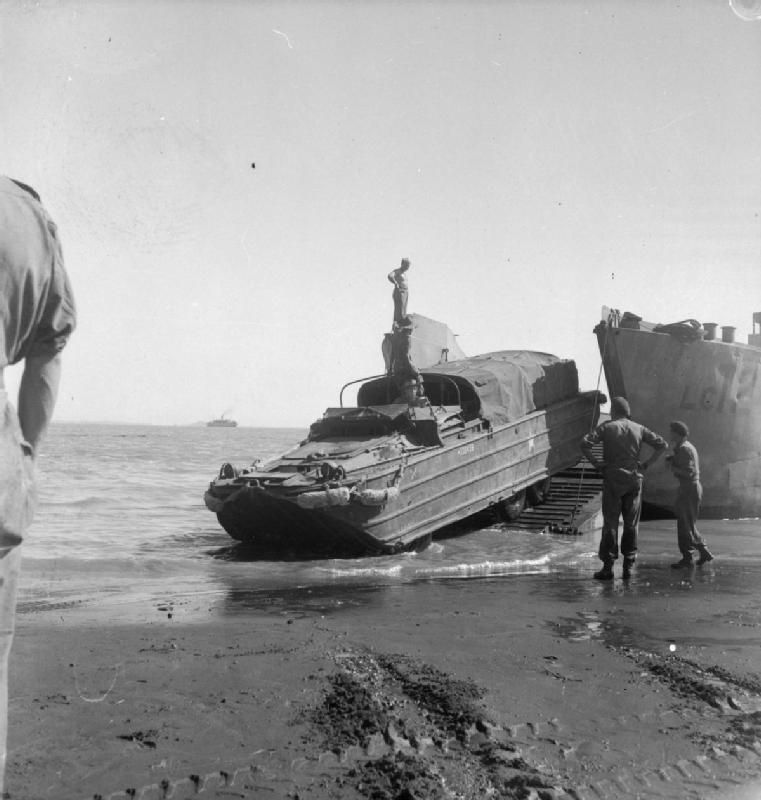
Un assaut amphibie britannique sur Rangoon.
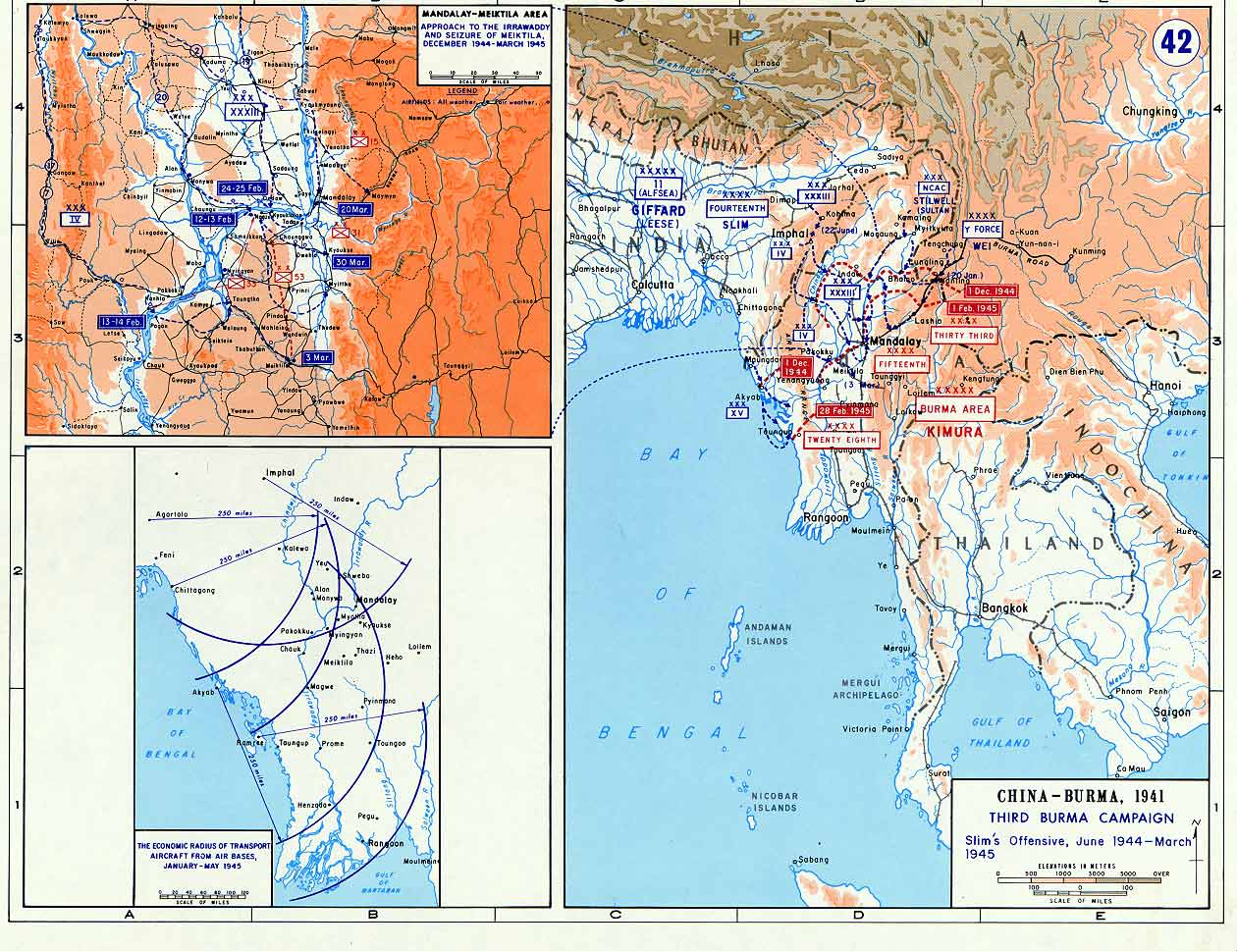
Carte de la Birmanie en 1945.

## Bataille de Rangoon
En février et en mars 1945, la 14e armée, sous le commandement du lieutenant-général William Slim, combat en Birmanie centrale. La plupart des forces japonaises ont été réduites et ont été forcées de se retirer de l'État shan. La 14e armée avance vers le sud le long des vallées de la rivière Irrawaddy et de la rivière Sittang en direction de Rangoon. En avril 1945, le IVe corps indien, sous les ordres du lieutenant-général Frank Messervy, avec une brigade blindée, avance sur près de 320 km vers le sud. Ils s'approchent de Bago à 50 kilomètres au nord de Rangoon. Pegu était l'une des plus grandes villes du sud de la Birmanie et se situe à quelques kilomètres au nord des routes et des voies ferrées qui reliaient Rangoon à la Thaïlande et à la Malaisie.
Le général Heitarō Kimura décide de ne pas défendre Rangoon et évacue la ville et se retire à Moulmein dans le sud de la Birmanie. Le maréchal Hisaichi Terauchi, commandant en chef du groupe d'armée expéditionnaire du Sud, lui demanda pourtant de tenir Rangoon.
Les troupes britanniques et indiennes s'approchent de Pegu. Dans la ville les Japonais mobilisés forment la 105e Brigade Indépendante japonaise sous le Général Major Hideji Matsui. Les unités de cette brigade comprenaient des batteries antiaériennes, des bataillons de construction d'aérodromes, des unités d'ancrage naval et le personnel des écoles de sous-officiers. Ils sont envoyés au nord pour défendre Pegu.
Le 30 avril la 17e division indienne lance son attaque principale contre Pegu. Le 1er mai des patrouilles indiennes constatent que les Japonais se sont retirés. La 17e Division franchit rapidement la rivière Pegu et reprend son avance. Le 30 avril le général Matsui abandonne Pegu et revient pour défendre Rangoon. Mais comme leurs troupes sont attaquées alors qu'elles se déplaçaient le long de la route exposée à Hlegu, Matsui a ordonné une retraite dans les collines à l'ouest de Pegu.
Le 24 avril la 26e division indienne sous le commandement du major-général Henry Chambers établit des têtes de pont sur les deux rives de la rivière Rangoon. La 2e division britannique lance l'assaut principal sur la ville. La 26e Division indienne entre dans la ville le 27 avril. La force de couverture navale se positionne devant la ville, avec un porte-avion, quatre croiseurs et quatre destroyers, commandée par le vice-amiral Frederic Wake-Walker.

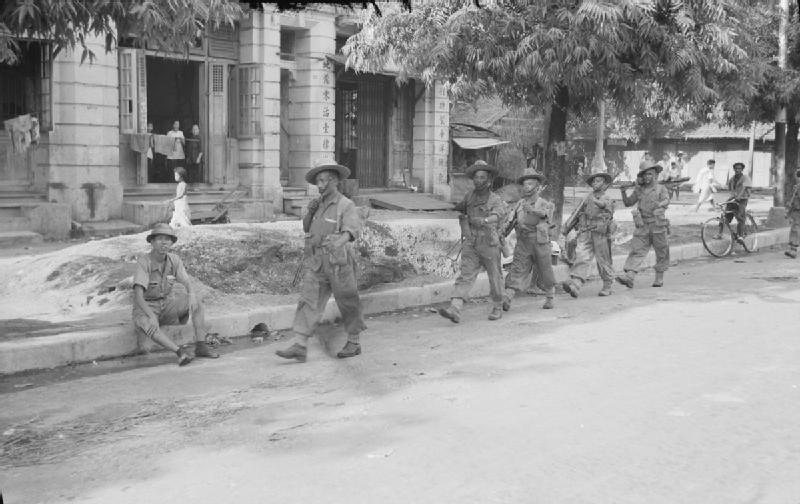
Entrée de l'armée britannique à Rangoon.
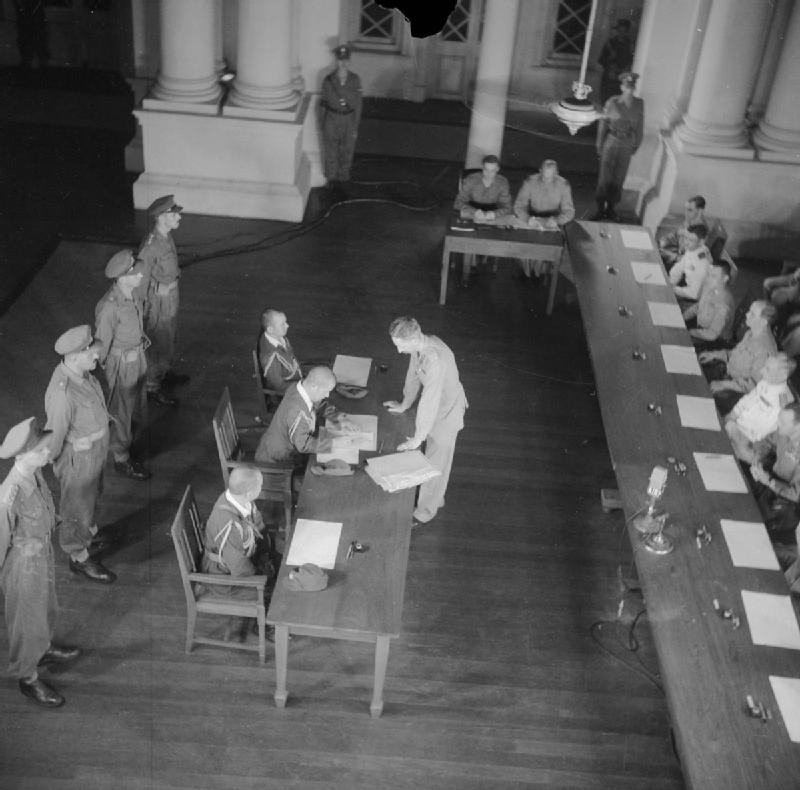
Le Général Numata Takazo signe la reddition à Rangoon en août 1945.
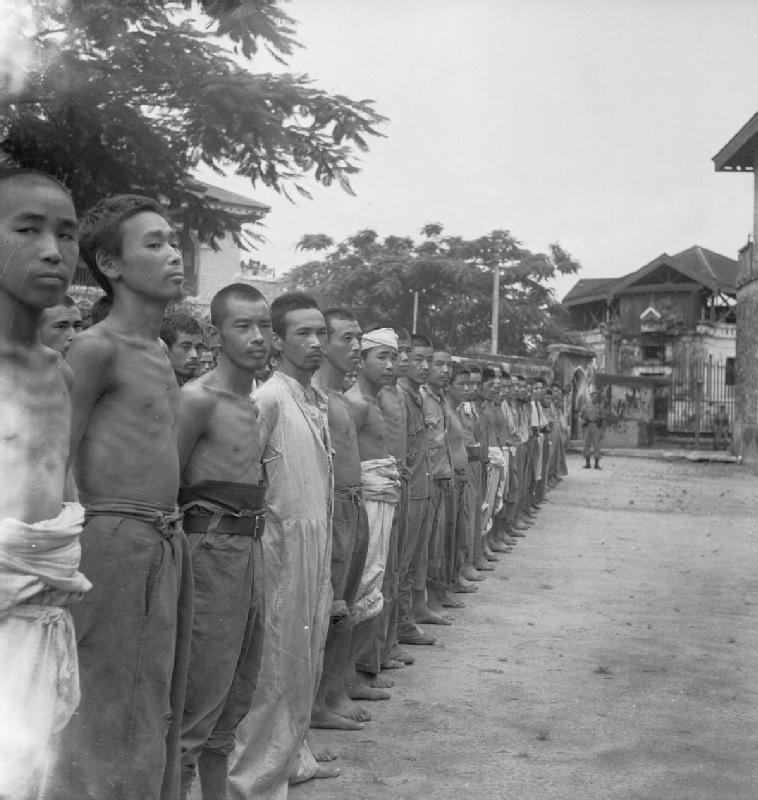
Prisonniers japonais à Rangoon.